# 롭 좀비
롭 좀비(Rob Zombie, 1965년 1월 12일 ~ )는 미국의 가수 및 영화 감독이다. 1985년, 뉴욕에서 화이트 좀비를 결성하여 음악 활동을 시작하였고, 현재는 솔로로 활동 중이다. 음악 외에도 영화 감독 · 각본, 뮤직 비디오 감독, TV 쇼 호스트, 만화 제작 등 멀티 활동을 하고 있다.

## 영화
- 살인마 가족
- 살인마 가족 2
- 할로윈: 살인마의 탄생
- 그라인드하우스 (영화)
- H2: 어느 살인마의 가족 이야기
- 로드 오브 세일럼
- 31 (영화)
- 3 프롬 헬

카메오
- 살인마 가족
- 슬리더
- 슈퍼 (2010년 영화)
- 가디언즈 오브 갤럭시 VOL. 2

## 텔레비전
- 피위의 플레이하우스
- 저스티스 리그 (애니메이션)
- 메탈 - 헤드벵어의 여정
- CSI: 마이애미
- WWE 러

## 음반 목록
- Hellbilly Deluxe: 13 Tales of Cadaverous Cavorting Inside the Spookshow International (1998)
- The Sinister Urge (2001)
- Educated Horses (2006)
- Hellbilly Deluxe 2: Noble Jackals, Penny Dreadfuls and the Systematic Dehumanization of Cool (2010)
- Venomous Rat Regeneration Vendor (2013)
- The Electric Warlock Acid Witch Satanic Orgy Celebration Dispenser (2016)
- The Lunar Injection Kool Aid Eclipse Conspiracy (2021)